# Ogyges crassulus
Ogyges crassulus es una especie de coleóptero de la familia Passalidae.

## Distribución geográfica
Habita en Honduras y Guatemala.